# مانينغ فورس
مانينغ فورس (بالإنجليزية: Manning Force) هو قاضي وضابط ومحامي أمريكي، ولد في 17 ديسمبر 1824 في واشنطن العاصمة في الولايات المتحدة، وتوفي في 8 مايو 1899 في سينسيناتي في الولايات المتحدة.